# OPPO
Guangdong OPPO Mobile Telecommunications Corp., Ltd. es un fabricante chino de productos electrónicos con sede central en Dongguan, Provincia de Cantón, China. Es principalmente conocido por sus teléfonos inteligentes.
Fundada en 2004, sus principales líneas de productos incluyen teléfonos inteligentes, dispositivos inteligentes, dispositivos de audio, bancos de energía y otros productos electrónicos. 
Otras empresas relacionadas, y que comparten la misma marca comercial, son OPPO Shop (Europa), OPPO Corea y su filial estadounidense OPPO Digital Inc., que diseña y fabrica DVD. No obstante, operan como empresas completamente diferentes.
OPPO es igual que otras marcas Vivo, OnePlus y Realme que también pertenecen a la empresa matriz BBK Electronics Corporation.

## Asociaciones
En 2010, para el lanzamiento de la marca en Tailandia, OPPO se asoció con la banda K-POP 2PM con su canción Follow Your Soul.
En junio de 2015, la marca firmó un acuerdo con el FC Barcelona para convertirse en socio oficial del club de fútbol español. En agosto de 2017 la marca comercializó una edición especial del OPPO R11 con los colores del club.
Ese mismo año, la marca lanzó en China, en asociación con la marca de lujo Guerlain, una edición especial del OPPO R11 en rojo.
OPPO ha sido un socio oficial del equipo de cricket de la India desde abril de 2017 se lanzó una edición especial del OPPO F3 llamada BCCI Limited Edition. Esta edición está decorada con el logo del BCCI y con autógrafos de Virat Kohli, Dhoni y Ravichandran Ashwin en la espalda. Un número limitado de teléfonos se vendieron por subasta.
En octubre de 2018, OPPO lanzó una edición especial de 512 GB del OPPO Find X con una fibra de carbono en los colores del fabricante de coches Lamborghini.
OPPO también se cita regularmente en varios sitios de referencia de teléfonos inteligentes.

## CyanogenMod
Oppo N1 es el primer teléfono inteligente que obtiene el visto bueno de Google para comercializarse con el firmware CyanogenMod.

## Air Glass 2
Fueron presentadas en diciembre de 2022. Son unas gafas con un peso de tan solo 38 gramos que cuenta con microproyectores led, micrófonos y altavoces. Entre sus funciones más impresionantes destacan la capacidad para traducir idiomas en tiempo real, navegación basada en la localización, convertir la voz en texto y hacer llamadas telefónicas.

## Controversias

### Alemania
En 2022, el proveedor finlandés de equipos de telecomunicaciones Nokia presentó una demanda en la que acusaba a Oppo de utilizar sus patentes tecnológicas sin pagar una licencia. En agosto, un tribunal alemán paralizó las ventas de los teléfonos inteligentes de Oppo.

### India
Oppo también se ha enfrentado a desafíos en India, mercado al que se expandió en 2014. En julio de 2022, el Gobierno indio anunció una multa de 43.800 millones de rupias (550 millones de dólares en aquel momento) contra la filial local de Oppo por evasión fiscal.

## Posición competitiva

### Patentes
En 2023, el Informe Anual del PCT de la Organización Mundial de la Propiedad Intelectual (OMPI) clasificó a Oppo como el noveno lugar mundial en número de solicitudes de patentes realizadas en el marco del Sistema del PCT, con 1,863 solicitudes de patentes publicadas durante 2023.